# Hugo Dietsche
Hugo Dietsche, född den 31 mars 1963, är en schweizisk brottare som tog OS-brons i fjäderviktsbrottning i den grekisk-romerska klassen 1984 i Los Angeles. 